# کتریم
کتریم، روستایی است از توابع بخش دودانگه شهرستان ساری در استان مازندران ایران.

## جمعیت
این روستا در دهستان فریم قرار داشته و براساس آخرین سرشماری مرکز آمار ایران که در سال ۱۳۸۵ صورت گرفته، جمعیت آن ۱۴۱نفر (۴۳خانوار) بوده‌است.